# فرانك أندوا
فرانك أندوا (بالإنجليزية: Frank Andoh)‏ هو لاعب كرة قدم غاني في مركز حراسة المرمى، ولد في 21 سبتمبر 1986. لعب مع أشانتي غولد ونادي ميدياما.